# Разследване (филм)
Вижте пояснителната страница за други значения на Разследване.
„Разследване“ е български игрален филм (драма) от 2006 година, по сценарий и режисура на Иглика Трифонова. Оператор е Рали Ралчев. Сценарият е създаден по истински случай. Музиката във филма е композирана от Хан Отен.

## Сюжет
Филмът е копродукция на България, Холандия и Германия.
Открит е разчленен труп и заподозреният Пламен Горанов – брат на убития, е задържан. Той отрича обвиненията и поради липса на достатъчно доказателства разследването ще бъде прекратено. Но назначават нов следовател – Александра Якимова, и тя започва всичко отначало. Денем разпитва роднини, приятели и колеги на двамата братя, а през нощта – Пламен. Не ѝ остава много време за семейството. Избрала е самотата и се опитва да я превъзмогне с все повече работа. Самота разяжда и Пламен – коравия единак, който постепенно започва да цени срещите си със следователката заради възможността да поговори с нея. Филмът проследява разследването без да раздава присъди и неусетно се издига до философски откровения за смисъла на съществуването загребвайки от вечни теми като покаянието, престъплението и наказанието.

## Актьорски състав
Роли във филма изпълняват актьорите:
- Красимир Доков – Пламен
- Светлана Янчева – Александра
- Лабина Митевска – Семейна приятелка
- Климент Денчев – Пламен
- Деян Донков – Помощник
- Христо Гърбов – Съпругът
- Емилия Радева – Майката
- Петър Слабаков – Чичото
- Таня Шахова – Съпругата
- Маргита Гошева – Сестрата
- Цветан Алексиев – Затворникът
- Любов Любчева – Братовчедката
- Валери Йорданов – Шофьор
- Александър Трифонов – Шофьор
- Стоян Алексиев – Адвокат
- Никол Кръстева – момиченцето
- Любомир Нейков – Управител на гараж
- Атанас Атанасов
- Петър Антонов
- Филип Аврамов

## Награди
- Специална награда на журито, (Варна, 2006).
- Награда за операторска работа на Рали Ралчев (включително за филмите „Маймуни през зимата“ и „Обърната елха“), (Варна, 2006).
- Награда за мъжка роля на Красимир Доков (включително за филма „Обърната елха“), (Варна, 2006).
- Награда на критиката, (Варна, 2006).